# Atlanticus robustus
Atlanticus robustus är en insektsart som beskrevs av Bei-bienko 1951. Atlanticus robustus ingår i släktet Atlanticus och familjen vårtbitare. Inga underarter finns listade i Catalogue of Life.